# Роккетта-Бельбо
Роккетта-Бельбо (итал. Rocchetta Belbo) — коммуна в Италии, располагается в регионе Пьемонт, в провинции Кунео.
Население составляет 190 человек (2008 г.), плотность населения составляет 48 чел./км². Занимает площадь 4 км². Почтовый индекс — 12050. Телефонный код — 0141.
Покровительницей коммуны почитается святая Анна, празднование 26 июля.

## Демография
Динамика населения:

## Администрация коммуны
- Официальный сайт: http://www.comune.rocchetta-belbo.cn.it/